# Oceaniden
De oceaniden waren in de Griekse mythologie de drieduizend dochters van Okeanos en Tethys. Het waren waternimfen die het water, waar zij woonden, beschermden. De broers van de oceaniden waren de potamoi, de riviergoden. Verschillende klassieke schrijvers hebben namen van de oceaniden overgeleverd, in het bijzonder Hesiodos in zijn Theogonia.
Hieronder volgt een lijst van oceaniden. De lijst is niet compleet.

## A
Acaste - Admete - Aethra - Amalthea - Amphiro - Amphitrite - Asia

## C
Circe - Clymene - Clytia

## D
Doris

## E
Elektra - Europa - Eurynome

## G
Galaxaura

## H
Hippo

## K
Kalypso

## M
Melia - Menippe - Metis

## N
Nemesis

## P
Pasithoë - Perseïs - Philyra - Pleione - Polydora

## R
Rhode

## S
Sirene

## T
Theia - Tyche

## Z
Zeuxippe - Zeuxo